# Oliver Ellsworth (Schiff, 1942)
Die Oliver Ellsworth war ein US-amerikanisches Frachtschiff der Liberty-Klasse.
Benannt wurde sie nach Oliver Ellsworth, einem US-amerikanischen Juristen und Politiker während des Amerikanischen Unabhängigkeitskrieges. Während des Zweiten Weltkriegs nahm sie an drei Geleitzügen teil, u. a. an Nordmeergeleitzügen.

## Geschichte
Die US-amerikanische War Shipping Administration (WSA) gab die Oliver Ellsworth Anfang 1942 bei der Bethlehem-Fairfield Shipyard in Baltimore in Auftrag. Am 4. Juni 1942 wurde sie vom Stapel gelassen und bis 22. Juni fertiggestellt. Betreiber des Schiffes war die Atlantic, Gulf & West Indies Lines (AGWI Lines Inc.), die auch das Personal, bis auf die Geschützbesatzung, stellte.
Während des Zweiten Weltkriegs fuhr sie in drei Geleitzügen. Am 13. September 1942 fuhr sie im Geleitzug PQ 18, als sie von zwei Torpedos des U-Bootes U 408 getroffen wurde. Die schwer beschädigte Oliver Ellsworth mit ihrer Ladung aus Munition und Flugzeugen wurde von der HMS Harrier versenkt, nachdem die Besatzung von Bord gegangen war (Lage). Ein Seemann der Oliver Ellsworth kam ums Leben.

## Geleitzüge
Im Zweiten Weltkrieg nahm die Oliver Ellsworth an folgenden Geleitzügen teil.
| Geleitzug | Zeit           | Ausgangshafen   | Zielhafen          |
| --------- | -------------- | --------------- | ------------------ |
| BX 32C    | Juli 1942      | Boston (Lage)   | Halifax (Lage)     |
| SC 97     | August 1942    | Halifax         | Liverpool (Lage)   |
| PQ 18     | September 1942 | Loch Ewe (Lage) | Archangelsk (Lage) |